# قانون مسیح علی‌نژاد هانت
قانون مسیح علی‌نژاد هانت معروف به قانون ۲۰۲۱ شکار مسیح علی‌نژاد (به انگلیسی: the Masih Alinejad HUNT Act of 2021) قانونی است که در دسامبر ۲۰۲۲ تحت مصوبه‌ای در قانون بودجه ۲۰۲۳ توسط صد و هفدهمین کنگره ایالات متحده آمریکا تصویب و به امضای رئیس جمهور ایالات متحده آمریکا رسیده است. 
این قانون از سوی مسیح علی‌نژاد، کنشگر سیاسی و مدنی ایرانی و آمریکایی طرح و از سوی سناتور جمهوری‌خواه پتریک تومی به کنگره پیشنهاد شده بود.
بر اساس این قانون وزارت امور خارجه ایالات متحده موظف است به‌طور دوره‌ای دربارهٔ وضعیت حقوق بشر در جمهوری اسلامی ایران به کنگره ایالات متحده آمریکا گزارش دهد، به‌طور مداوم نحوه هدف‌گیری مخالفان حکومت ایران در ایالات متحده و خارج از آن را ارزیابی کند و عوامل حکومت ایران که در شناسایی، آزار، آدم‌ربایی و قتل منتقدان ایرانی و آمریکایی جمهوری اسلامی دست دارند را تحریم کند.

## روند تصویب
در دسامبر ۲۰۲۱ پتریک تومی، سناتور جمهوری‌خواه، به همراه بن کاردین، سناتور دموکرات، و مسیح علی‌نژاد، کنشگر سیاسی و مدنی ایرانی و آمریکایی، در یک کنفرانس خبری تهیه طرح این قانون را اعلام کردند. این طرح پس از آن مطرح شد که مقام‌های آمریکایی در همان سال از شناسایی و خنثی کردن تلاش‌های عوامل حکومت ایران برای ربودن مسیح علی‌نژاد از خاک آمریکا و انتقال او به ونزوئلا با استفاده از قایق‌های تندرو خبر دادند.
طرح از سوی پتریک تومی تقدیم مجلس سنا شد و از سوی نمایندگان هر دو حزب در سنای آمریکا مورد حمایت قرار گرفت و دسامبر ۲۰۲۲ در چارچوب قانون بودجه سال ۲۰۲۳ آمریکا تصویب شد. قانون بودجه سال ۲۰۲۳ آمریکا پیش از این در مجلس نمایندگان آمریکا تصویب شده بود و در نهایت به امضای جو بایدن، رئیس‌جمهور ایالات متحده آمریکا، رسید.
این قانون تحت مصوبه‌ای در قانون بودجه سال ۲۰۲۳ آمریکا تصویب شده است. هانت به معنی شکار، در عنوان این قانون به‌طور اختصاری بیانگر «آزار و هدف‌گیری غیرقانونی» (به انگلیسی: Harassment and Unlawful Targeting) است.

## محتوا
این قانون تحریم‌هایی اجباری را علیه مقامات جمهوری اسلامی ایران که مسئول نقض مداوم حقوق بشر در ایران هستند وضع می‌کند و هر بانک خارجی که با این افراد تحریم‌شده معامله کند نیز شناسایی و تحریم خواهد شد.
در ابتدای متن این قانون نوشته شده‌است: «کنگره متوجه شده که حکومت جمهوری اسلامی ایران مشغول رصد، آزار، ارعاب، شکنجه، ربایش و قتل افرادی است که به‌طور مسالمت‌آمیز از حقوق بشر و آزادی در ایران دفاع می‌کنند.»
در متن این قانون همچنین به اعدام روح‌الله زم پس از کشاندن او از فرانسه به عراق و سپس ربودن و انتقالش به ایران، ربودن جمشید شارمهد، شهروند آلمانی ایرانی مقیم آمریکا پس از سفر به دوبی، تلاش ناموفق برای ربودن علی جوانمردی، خبرنگار صدای آمریکا در اربیل عراق، قتل مسعود مولوی در استانبول در سال ۲۰۱۹، ربودن حبیب اسیود فعال عرب ایرانی در ترکیه و انتقالش به ایران و شکایت بی‌بی‌سی به سازمان ملل متحد در رابطه به آزار و اذیت کارکنان بی‌بی‌سی فارسی به وسیله حکومت ایران نیز اشاره شده‌است.
لایحه این قانون در ضمن به موارد تاریخی از جمله قتل علی اکبر طباطبایی، دیپلمات ایرانی در سال ۱۹۸۰، قتل فریدون فرخزاد در سال ۱۹۹۲ و ترور رهبران حزب دموکرات کردستان ایران در رستوران میکونوس برلین نیز پرداخته‌است.